# René Pfister

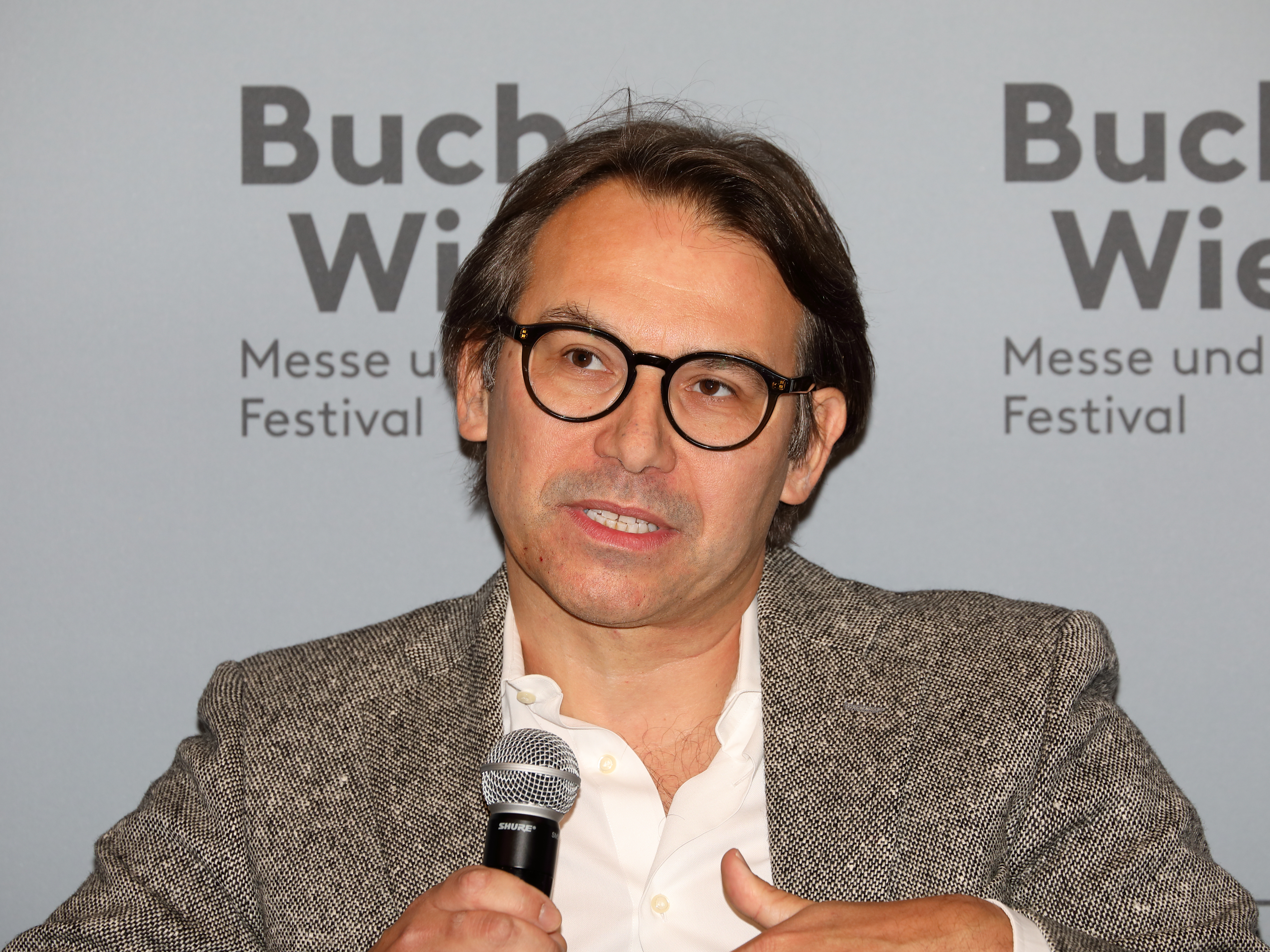
René Pfister (2023)

René Pfister (* 25. Januar 1974 in Müllheim) ist ein deutscher Journalist und Autor. Er arbeitet als Spiegel-Korrespondent in Washington, D.C. Er ist Autor des Spiegel-Bestsellers Ein falsches Wort. Wie eine neue linke Ideologie aus Amerika unsere Meinungsfreiheit bedroht (2022).

## Leben
Nach dem Abitur am Markgräfler Gymnasium in Müllheim studierte Pfister Politikwissenschaft an der Ludwig-Maximilians-Universität in München. Studienbegleitend absolvierte er eine Ausbildung an der Deutschen Journalistenschule. Im Jahr 2000 zog er nach Berlin, um dort als Journalist für die Nachrichtenagenturen ddp und Reuters zu arbeiten.
2004 wechselte er zu dem Nachrichtenmagazin Der Spiegel und wurde dort als Korrespondent im Hauptstadtbüro der Zeitschrift tätig. Pfister schrieb vor allem über die Unionsparteien und die Grünen. Im Januar 2012 wurde Pfister stellvertretender Leiter des Spiegel-Hauptstadtbüros. Im Juli 2015 wurde Pfister, zusammen mit Michael Sauga, zum Nachfolger von Nikolaus Blome als Leiter des Hauptstadtbüros berufen. Seit Sommer 2019 ist er Büroleiter des Spiegels in der US-amerikanischen Hauptstadt Washington, D.C.
Pfister war regelmäßiger Kommentator des politischen Zeitgeschehens in den Fernsehsendern N24, Phoenix und ZDF und einer der Autoren des Morning Briefing auf Spiegel Online.

## Sponsoring-Affäre, 2010
Im Februar 2010 enthüllte er, dass die CDU in Nordrhein-Westfalen über Jahre zahlungskräftigen Sponsoren „Einzelgespräche“ mit dem damaligen Ministerpräsidenten Jürgen Rüttgers angeboten hatte. In Folge der Affäre musste der damalige Generalsekretär der NRW-CDU, Hendrik Wüst, zurücktreten.

## NSA-Abhöraffäre, 2013
Der im Oktober 2013 unter Mitwirkung Pfisters verfasste Artikel Der unheimliche Freund enthüllte den Lauschangriff gegen das Mobiltelefon von Bundeskanzlerin Angela Merkel durch den amerikanischen Geheimdienst NSA. Der Text löste eine Krise im deutsch-amerikanischen Verhältnis aus und war Gegenstand eines Untersuchungsausschusses des Bundestages.

## Kontroverse um Artikel über Horst Seehofer 2011
Im August 2010 erschien im Spiegel ein Text Pfisters, der sich kritisch mit dem Führungsstil des CSU-Chefs Horst Seehofer auseinandersetzt. Die ersten vier Absätze des Textes beschreiben Seehofers Modelleisenbahn. Am 5. Mai 2011 wurde der Artikel mit dem Henri-Nannen-Preis in der Kategorie „Reportage“ ausgezeichnet. Bei der Preisvergabe fragte die Moderatorin Katrin Bauerfeind, wann Pfister in Seehofers Keller gewesen sei. Dieser antwortete, dass seine Beschreibungen auf Recherchearbeit und Berichten Dritter beruhten. Am 9. Mai gab die Jury die Aberkennung des Preises bekannt. Sie wies ausdrücklich darauf hin, dass nicht die Qualität des Artikels bemängelt werde. Vielmehr sei die Jury davon ausgegangen, dass Pfister nur seine eigenen Erlebnisse beschreibt. Da dies nicht der Fall sei, müsse der Preis wieder zurückgegeben werden. Die Entscheidung fiel nicht einstimmig und stieß teilweise auf heftige Kritik. Der Chefredakteur der Süddeutschen Zeitung, Kurt Kister, wandte sich gegen die Aberkennung, ebenso der Herausgeber der FAZ, Frank Schirrmacher, der Chefredakteur des Spiegel, Mathias Müller von Blumencron, und der Chefredakteur der Zeitschrift Geo, Peter-Matthias Gaede. Pfisters Arbeitgeber reagierte mit „Unverständnis“ auf die Aberkennung. Seehofer selbst erklärte, der Text sei zwar nicht angenehm für ihn, die Fakten aber seien zutreffend.

## Ein falsches Wort, 2022
In seinem Spiegel-Bestseller Ein falsches Wort. Wie eine neue linke Ideologie aus Amerika unsere Meinungsfreiheit bedroht stellt Pfister, der sich als Liberaler verstehe, seine Kritik von Wokeness dar, die er als eine Ideologie betrachtet, deren Regeln den Alltag beherrschen und die Fundamente des Zusammenlebens gefährden. Seiner Auffassung nach, so Thomas Ribi (NZZ), wird der demokratische Diskurs besonders in den USA unter anderem durch einen militanten Antirassismus ausgehebelt, zu dem auch cancel culture gehöre, deren Kritik er allerdings eher rechts verortet. Hilmar Klute (SZ) findet Pfisters Recherche des „moralischen und moralisierenden Kulturkampfes“ in den USA journalistisch korrekt. Seine Beispiele zur Problematik der kulturellen Aneignung der Critical Race Theory und Critical White Studies zeigten die Gefahren auf, etwa im kulturellen und im universitären Bereich. 
Pfister beschreibt anschaulich, kenntnisreich und unterhaltsam, wie Konzerne die neuen Lehren zum quasikapitalistischen Prinzip erhoben haben. Sie täten dies natürlich nicht aus politischer oder moralischer Überzeugung, so Pfister, sondern, weil sich aus den Aktien Gendersensibilität und Diversität ein Image zusammenschustern lasse, das die Kapitalerträge erhöht.
Klute empfiehlt dem Leser die Publikation als ein „beeindruckendes Sittengemälde“, das jedoch eher der USA entspreche als Deutschland. Im Podcast von Deutschlandfunk Kultur betonte Pfister, Diversität sei von den Medien von links bis konservativ abzubilden. Das „aufgeklärte Lager“ schade sich mit einem „Vokabular der Empörung“ selbst, anstatt politische Anliegen offen auszufechten.

## Ehrungen und Auszeichnungen
- 2016 Shortlist des Nannen–Preises, zusammen mit anderen Spiegel-Redakteuren,[13] für den Artikel Herzdame zur Flüchtlingskrise 2015.[14]
- 2014 Henri-Nannen-Preis in der Kategorie „Investigation“ für den Text Der unheimliche Freund (mit Mitautoren).[15]
- 2012 Nominierung für den Deutschen Reporterpreis.[16]
- 2011 Henri-Nannen-Preis in der Kategorie „Beste Reportage“ für den Text „Am Stellpult“, erschienen in „Der Spiegel“[17]
- 2010 Nominierung für den Deutschen Reporterpreis.[18]

## Werke
- Ein falsches Wort. Wie eine neue linke Ideologie aus Amerika unsere Meinungsfreiheit bedroht. DVA, München 2022, ISBN 978-3-421-04899-8 (eingeschränkte Vorschau in der Google-Buchsuche).